# Ranunculus bilobus
Ranunculus bilobus är en ranunkelväxtart som beskrevs av Antonio Bertoloni. Ranunculus bilobus ingår i släktet ranunkler, och familjen ranunkelväxter. Inga underarter finns listade i Catalogue of Life.